# Samarytanin Polski
Samarytanin Polski – stowarzyszenie, które powstało w listopadzie 1912 roku w Krakowie. W 1919 roku był jedną z 4 organizacji, które weszły w skład Polskiego Czerwonego Krzyża.

## Historia
W listopadzie 1912 roku w Krakowie z inicjatywy Bolesława Wicherkiewicza powstało stowarzyszenie Samarytanin Polski. Jego pierwszym prezesem został Wicherkiewicz, wiceprezesem został Tomasz Janiszewski, a sekretarzem Bolesław Rzegociński. Organizacja jako swój główny cel podawała organizowanie kursów pierwszej pomocy tzw. samarytańskich prowadzonych przez lekarzy. Pierwsze takie kursy w Krakowie rozpoczęły się już w grudniu 1912 roku. Zainteresowanie było tak duże, że nie udało się zapewnić miejsc dla wszystkich chętnych. Kursy trwały od 12-15 dni, po 1-3 godziny dziennie i odbywały się w różnych miejscach Krakowa. Między innymi w: Szpitalu św. Ludwika (dr W. Chinmecky), klinice okulistycznej (dr Gawlik), klinice chirurgicznej (prof. dr Kader), Szpitalu Bonifratrów (dr Rzegociński), Towarzystwie ratunkowym (dr Radliński), szpitalu izraelickim (dr L. Wachtel), Szpitalu św. Łazarza (prof. dr Rutkowski), Uniwersytecie Ludowym na ul Szewskiej (dr Bogdanik i dr Mieczysław Staszewski), ambulatorium chirurgicznym na ul Długiej 15 (dr Kwiatkowski) i w szkole Samarytanek (dr A. Klęsk). Do lutego 1913 roku stowarzyszenie zorganizowało 24 kursy, w których wzięło udział 1266 osób. Jesienią 1914 roku zaprzestano szkoleń z jednej strony z powodu wykształcenia ponad dwóch tysięcy pielęgniarek, a z drugiej braku lekarzy, którzy mogliby zajmować się szkoleniem.
22 sierpnia 1914 roku Samarytanin Polski objął opieką sanitarno-medyczną Legiony Polskie pełniąc funkcję Wydziału Sanitarnego, którego siedziba mieściła się na ulicy Poselskiej 10. Prezes Samarytanina Polskiego, wiceprezes oraz delegat sanitarny Samarytanina profesor Rutkowski weszli w skład departamentu Wojskowego NKN.
W 1914 roku powstały sekcje: pielęgniarska i opiekuńcza, której przewodniczącym był dr Staszewski, a w zastępstwie panna Epstein mająca siedzibę na ulicy Sławkowskiej 32, transportowa z dr. Ludwikiem Schneiderem jako przewodniczącym i siedzibą na ulicy Floriańskiej 34, opatrunkowa, której przewodniczyła Maria Wicherkiewiczowa (ul. Wolska15), kuchenna i prowiantowa mieszcząca się na ulicy Wolskiej 6 (przewodnicząca Janiszowska), skarbowa, której przewodniczącym był adwokat dr Kosch (ulica Pijarska3).
W czerwcu 1915 roku w budynku Towarzystwa Przeciwgruźliczego przy ulicy Radziwiłłowskiej1 w Krakowie z inicjatywy sekcji opieki nad legionistami otwarto Schronisko przejściowe dla Legionistów. Budynek poświęcił ks. Rudolf Krupa. W uroczystości wzięli udział: prezydent Krakowa Leo z żoną, księżna Mathilde żona Pawła Sapiehy jako przewodnicząca filii krakowskiego Czerwonego Krzyża, rektor Uniwersytetu Jagiellońskiego i wiceprezydent Krakowa Kazimierz Kostanecki, Bolesław Wicherkiewicz, przewodnicząca komitetu doraźnej pomocy dla ewakuowanych Zofia Popiel.
Podczas I wojny światowej w Wiedniu działała Wiedeńska delegacja Samarytanina polskiego, której kierownikiem był J. A. Koperski. Oddziały Samarytanina powstały w 1914 roku w Poroninie, Suchej, Zatorze. Do stowarzyszenia przystąpił też oddział samarytański Polskiego Towarzystwa Gimnastycznego Sokół w Gorlicach. W grudniu 1915 roku zmarł w Wiedniu Bolesław Wicherkiewicz. Członkowie stowarzyszenia wzięli udział w pogrzebie, który odbył się 13 grudnia 1915 roku w kościele oo. Kapucynów.
Od początku I wojny światowej Samarytanin Polski współpracował z Czerwonym Krzyżem uzyskując dzięki temu dostęp do jego nieruchomości i funduszy. Dlatego członkowie Samarytanina w określonych wypadkach obok własnych opasek z niebieskim krzyżem na białym polu używali również opasek ze znakiem Czerwonego Krzyża. Z inicjatywy Samarytanina w styczniu 1919 roku doszło w Warszawie do spotkania organizacji, które opiekowały się żołnierzami i cztery instytucje: Centralny Komitet Opieki nad żołnierzem, Pogotowie Ratunkowe, Samarytanin Polski i Polski Komitet Pomocy Sanitarnej podpisały umowę o utworzeniu z nich Komitetu Tymczasowego P. T. C. K. Po napisaniu statutu, 27 kwietnia 1919 roku rozpoczął działalność Polski Czerwony Krzyż, którego zadaniem było niesienie pomocy sanitarnej rannym i chorym żołnierzom.

## Wydawnictwa
Wiedeńska delegacja Samarytanina polskiego, aby zbierać pieniądze dla inwalidów, wdów i sierot po Legionistach polskich wydała w 1915 roku pocztówki z reprodukcją orła autorstwa Antoniego Stanisława Procajłowicza. Składnica odznak wojennych mieszcząca się przy ulicy Karmelickiej 9 w Krakowie wydało za zgodą organizacji odznakę z której część dochodu przeznaczono na potrzeby sekcji Samarytanina opieki nad legionistami. Na tarczy herbowej, którą wieńczy polska korona umieszczono orła zrywającego się do lotu z rozerwanymi kajdanami. W szponach trzyma on polski sztandar, a w dziobie miecz. Pod orłem znalazł się napis „W jedności siła i przyszłość". W 1915 roku ukazały się nakładem Wiedeńskiej Delegacji samarytanina Polskiego ukazały się Modlitwy Legionów Polskich

## Organizacja
Zgodnie ze statutem stowarzyszenie miało prawo do tworzenia kół terenowych na terenie całej Austrii. Siedziba był Kraków, a w lutym 1913 roku podczas pierwszego walnego zgromadzenia tamtejsze koło liczyło 1266 członków. Na terenie Galicji do lutego 1913 roku powstały 33 koła. Aby zostać członkiem stowarzyszenia, należało wpłacić roczną składkę w wysokości 1 korony i przeszkolić kandydatów w zakresie pomocy rannym i chorym. Członkowie wspierający płacili rocznie 10 koron, natomiast członkowie założyciele jednorazowo wpłacali 200 koron oraz byli zobowiązani do honorowej pracy na kursach sanitarnych.